# Отвошки окръг
Отвошки окръг (на полски: Powiat otwocki) е окръг в Централна Полша, Мазовско войводство. Заема площ от 615,92 км2. Административен център е град Отвоцк.

## География
Окръгът се намира в историческата област Мазовия. Разположен е в централната част на войводството.

## Население
Населението на окръга възлиза на 121 977 души (2013 г.). Гъстотата е 198 души/км2.

## Административно деление
Административно окръгът е разделен на 6 общини.
Градски общини:
- Отвоцк
- Юзефов

Градско-селска община:
- Община Карчев

Селски общини:
- Община Вьонзовна
- Община Колбел
- Община Ошецк
- Община Собене-Йежьори
- Община Целестинов

## Фотогалерия
- Юзефов
- Отвоцк
- Карчев